# Акі Парвіайнен
Акі Уолеві Парвіайнен (фін. Aki Uolevi Parviainen; нар. 26 жовтня 1974) — фінський легкоатлет, який спеціалізувався на метанні списа.

## Спортивні досягнення
Фіналіст (5-е місце) олімпійських змагань з метання списа (2000).
Чемпіон світу з метання списа (1999). Срібний призер чемпіонату світу з метання списа (2001). Ще чотири рази брав участь у фінальних змаганнях чемпіонатів світу з метання списа — 5-е місце у 2003, 8-е місце у 1997 та двічі фінішував 9-м (1995, 2005).
Чемпіон світу серед юніорів з метання списа (1992).
Фіналіст чемпіонатів Європи з метання списа — 8-е місце у 2002 та 9-е місце у 1998.
Був 3-м в метанні списа на Кубку Європи (1998).
Бронзовий призер чемпіонату Європи серед юніорів з метання списа (1991).
Чемпіон Фінляндії з метання списа (1998, 1999, 2000, 2001, 2002, 2003).